# Zagórniki (rejon grodzieński)
Zagórniki, Zahorniki (biał. Загорнікі, ros. Загорники) – wieś na Białorusi, w obwodzie grodzieńskim, w rejonie grodzieńskim, w sielsowiecie Hoża, nad Niemnem, który stanowi tu granicę państwową z Litwą.
W dwudziestoleciu międzywojennym wieś leżała w Polsce, w województwie białostockim, w powiecie grodzieńskim, w gminie Hoża, przy granicy z Litwą. 16 października 1933 utworzyła gromadę Zagórniki  w gminie Hoża.